# ورن
شهر ورن (به فرانسوی: Veurne) در شهرستان ورن در استان فلاندری غربی در منطقه فلاندری در کشور بلژیک واقع شده‌است.